# Impulso de caça

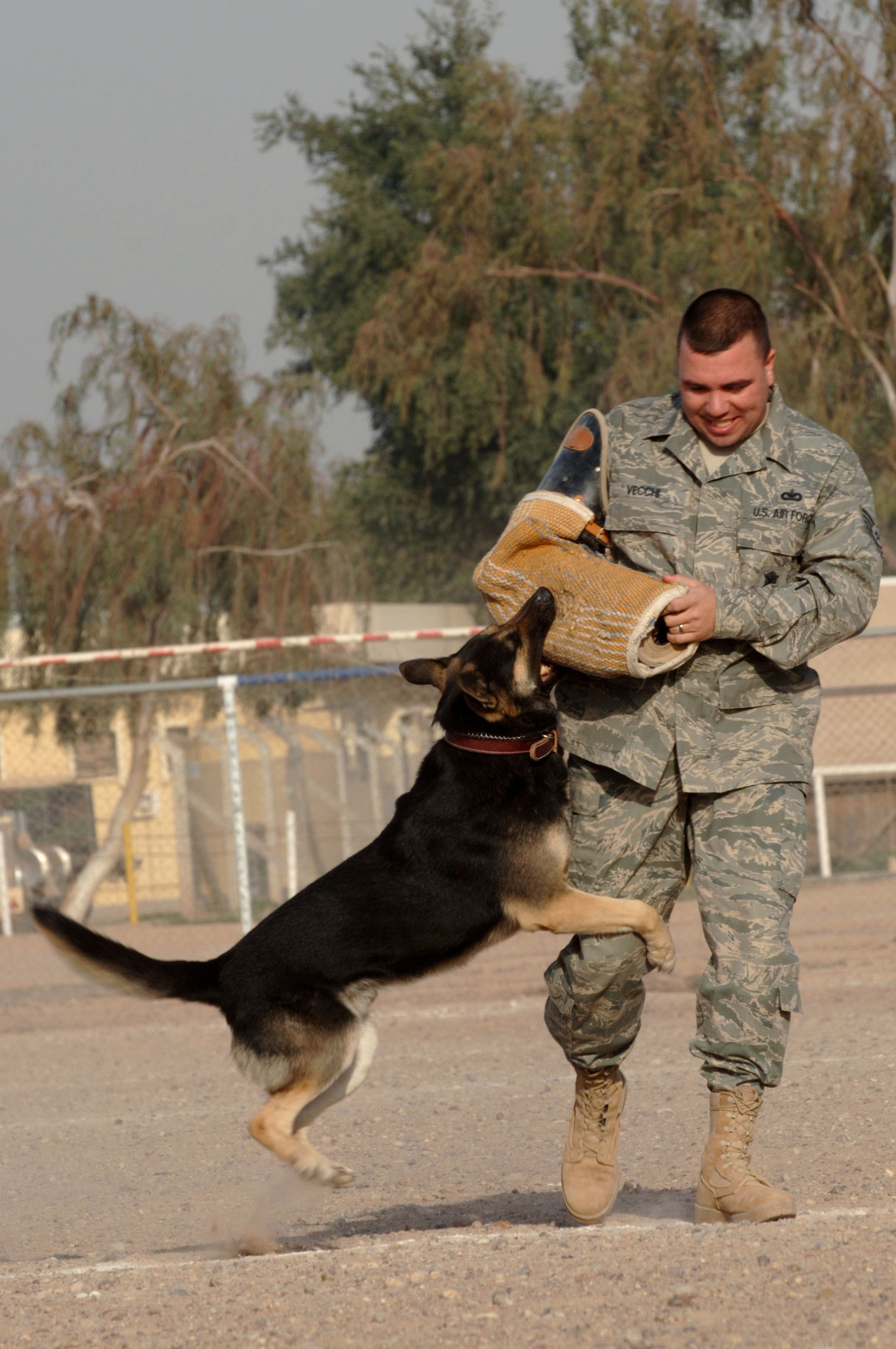
O treinamento de cães de ataque utiliza o prey drive. Pastor alemão militar em treino.

Prey drive, instinto de presa ou impulso de caça é a instintiva tendência de um carnívoro encontrar, perseguir e capturar presas. O termo é usado principalmente para descrever e analisar os hábitos no treinamento de cães.

## Aspectos
Em todos os predadores, o prey drive segue uma sequência inevitável: buscar (orientação, visão); perseguir; Morder (mordida-captura, mordida-fatal); dissecar, consumir. Em lobos, o prey drive é completo e equilibrado, pois utiliza toda a gama de busca para matar e, finalmente, consumir a presa para sobreviver.

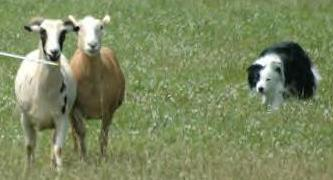
Um Border Collie de pastoreio. Este comportamento é um exemplo de modificação do prey drive.

Em diferentes raças de cães, algumas destas cinco etapas foram ampliadas ou reduzidas pela reprodução seletiva  controladas por humanos para vários fins. O aspecto da "busca" do prey drive, por exemplo, é mais valioso em cães de detecção e sabujos, tais como bloodhounds e beagles. A sensibilidade visual para perseguir coisas em movimento é uma forte componente de comportamentos utilizados por cães de pastoreio, que pastoreiam a sua própria recompensa. A "perseguição" é visto mais claramente em cães de corrida, tais como Galgos e Lurchers, enquanto a "mordida de captura" e "mordida fatal" são importantes para o treinamento dos terriers e cães de presa, ambos para uso na caça. 
Em muitas raças de cães, o prey drive é tão forte que ter a chance de satisfazer o drive é a sua própria recompensa, e extrínsecos reforços não são necessário para obrigar o cão realizar o comportamento.

## Benefícios

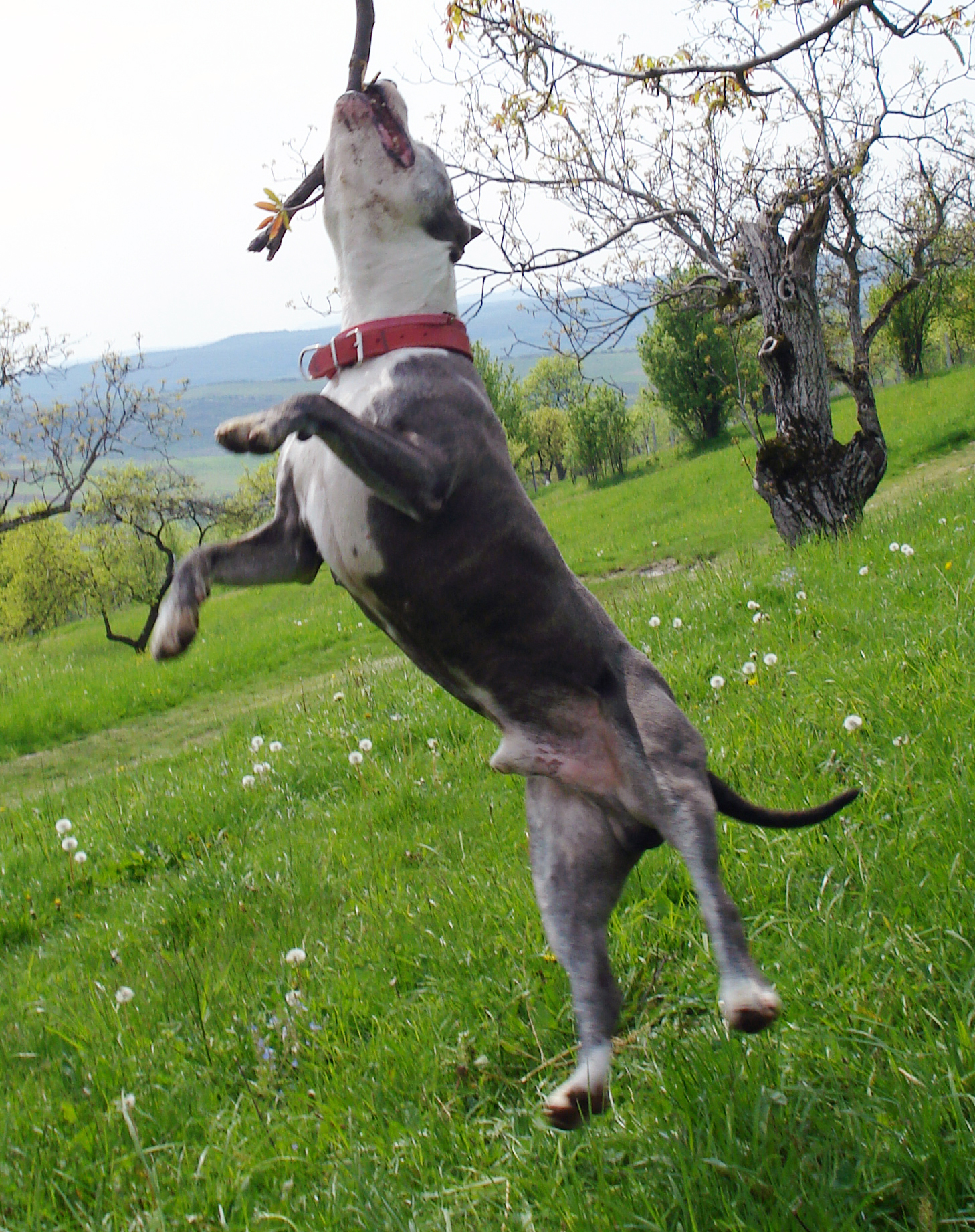
Pitbull extravasando seu prey drive

No treino de cães, o prey drive pode ser usado como uma vantagem performativa porque os cães com forte prey drive também estão dispostos a perseguir objetos em movimento, tais como brinquedos, que podem então ser usados para incentivo a determinados tipos de comportamento, como a de corridas de galgos ou a velocidade exigida no agility. Prey drive pode ser um componente importante no treinamento de cães de estimação, o treinamento de obediência, treinamento de guarda e proteção, e esportes como o schutzhund. Jogos, tais como busca e cabo-de-guerra podem ser um eficaz elemento de motivação e recompensa para a aprendizagem.
Certos aspectos do prey drive podem ser uma desvantagem em alguns cães. Em retrievers, por exemplo, espera-se que o cão persiga a presa, e traga de volta para o humano, o caçador, mas não pode morder ou danificá-la. Cães pastores devem apresentar os aspectos de "busca" e "perseguição" do prey drive, mas devem ser fortemente inibido ao estágio da mordida de captura e mordida fatal para evitar ferimentos no rebanho. Bull Terriers, assim como o American Pit Bull Terrier e o Staffordshire bull terrier tem uma amplificada mordida de captura já que seus predecessores (Bull-and-terrier e Old English Bulldog) foram criados para dog-baiting e bull-baiting (a prática de apresar touros pelas narinas), mas nunca precisaram buscar ou perseguir o rastro da presa.

## Níveis
Níveis ou intensidades de prey drive, muitas vezes, variam substancialmente entre diferentes cães. Portanto, um cão com baixo prey drive não funciona como cão de detecção com sucesso ou cão de busca, mas o cão que tem prey drive muito alto pode ser inadequado como um animal de estimação para uma casa suburbana, já que pode tornar-se entediado e destrutivo quando o seu prey drive alto não é regularmente satisfeito.

## Saldo
Os cães são mais felizes e mais equilibrados em comportamento geral quando o seu prey drive é devidamente estimulado e satisfeito através jogos[carece de fontes?]. Muitos adestradores de cães profissionais consideram a dog bite tug como uma eficaz ferramenta de treinamento para prey drive e o desenvolvimento habilidades de "retriever".